# きゃらめるダイアリー
『きゃらめるダイアリー』は、水沢めぐみによる日本の少女漫画作品。

## 概要
『りぼんオリジナル』1999年4月号、6月号、8月号、10月号に掲載された。また、『1999年りぼん夏休みおたのしみ増刊号』に番外編『きゃらめるダイヤリー とってもすてきなたからもの』が掲載された。コミックスは全1巻。
『りぼんオリジナル』1998年12月号に載った、『きゃらめるクリスマス』という作品が元になっている。その作品は『トウ・シューズ』のコミックスの第5巻に収録されている。タイトルは、ダイヤリーではなくダイアリーが正しい。
なお、以上の雑誌の出版元はすべて集英社である。

## あらすじ
中学3年生の山野花は、漫画雑誌「月刊ぱんだ」に漫画を投稿して受賞し、プロとしてデビューし漫画を描いている。また、花は同級生の太郎に恋している。花が仕事に恋に頑張る姿を描いた作品。

## 登場人物
山野花（やまの はな）
主人公。中学3年生。弟がいる。太郎の事が好き。キャラメルが好き。中学2年生の時に「月刊ぱんだ」に応募した漫画が入賞して、プロデビューする。最初は太郎が好きだったが、最後には次郎が好きになる。
河合ゆみ子（かわい ゆみこ）
花の友達。無邪気で明るい性格。次郎の事が好き。
太郎（たろう）
花の同級生。花が好きな男の子。優しい性格だが、少し抜けている。またひどく無器用で、花の仕事の邪魔をする。次郎とは2卵生の双子。
次郎（じろう）
花の同級生。ゆみ子が好きな男の子。口は悪いが、本当は優しい。手先が器用で、文句を言いつつも花の仕事を手伝ってくれる、有能なアシスタント。太郎とは2卵生の双子。
星河マリエ（ほしかわ マリエ）
名門お嬢様学校聖カトレア女学館に通う中学3年生。花と同じくプロの漫画家として活躍し、「月刊エンジェル」に作品を発表している。花のライバル。
ジョゼフィーヌ　
星河マリエのチーフ・アシスタント。通称ジョゼ。日本人。
アリス
星河マリエのアシスタント。ベタ・トーン担当。日本人。
パトリシア
星河マリエのアシスタント。背景担当。日本人。

## コミックス
りぼんマスコットコミックス（集英社）No.1186。2000年1月14日発売。ISBN 4-08-856186-4。以下は収録作品。
- 第1話 きゃらめるKISS 『りぼんオリジナル』1999年4月号に掲載。
- 第2話 きゃらめるバースデー 同誌1999年6月号に掲載。
- 第3話 きゃらめるデート 同誌1999年8月号に掲載。
- 第4話 きゃらめるパーティ 同誌1999年10月号に掲載。
- 番外編 とってもすてきなたからもの 『1999年りぼん夏休みお楽しみ増刊号』に掲載。この作品のみ、「山野花の作品」という設定で描かれている。